# Skjelvet
Skjelvet (em inglês:  The Quake; bra: Terremoto; prt: O Terramoto) é um filme norueguês de catástrofe dirigido por John Andreas Andersen e escrito por John Kåre Raake e Harald Rosenløw-Eeg. É a sequência do filme de 2015 Bølgen e foi lançado na Noruega em 31 de agosto de 2018.  Estreou no MOTELX em Portugal dia 11 de setembro de 2019. Foi lançado pela California Filmes nos cinemas do Brasil no dia 12 de março de 2020.

## Sinopse
O geólogo Kristian Eikjord tenta salvar sua família enquanto um terremoto atinge a Noruega.

## Elenco
- Kristoffer Joner como Kristian Eikjord
- Ane Dahl Torp como Idun Karlsen
- Edith Haagenrud-Sande como Julia Eikjord
- Kathrine Thorborg Johansen como Marit Lindblom
- Jonas Hoff Oftebro como Sondre Eikjord
- Stig R. Amdam como Johannes Løberg (creditado omo Stig Amdam)
- Catrin Sagen como Vilde
- Per Frisch como Konrad Lindblom
- Hanna Skogstad como Mia
- Runar Døving como Professor
- Agnes Bryhn Røysamb como Agnes
- David Kosek como Kokken Vidar
- Fredrik Skavlan como Skavlan
- Ravdeep Singh Bajwa como Recepcionista
- Ingvild Haugstad como Ingrid

## Recepção
No agregador de críticas Rotten Tomatoes, o filme tem um índice de aprovação de 84% com base em 37 opiniões. O consenso crítico do site diz: "Um suspense de ação satisfatoriamente inteligente, The Quake oferece muita tensão de roer as unhas sem sacrificar o desenvolvimento do personagem ou o bom senso." No Metacritic, o filme tem uma classificação de 70 em 100, com base em 11 críticos, indicando "críticas geralmente favoráveis".